# Coptops annamensis
Coptops annamensis es una especie de escarabajo longicornio del género Coptops, tribu Mesosini, subfamilia Lamiinae. Fue descrita científicamente por Breuning en 1938.

## Descripción
Mide 17 milímetros de longitud.

## Distribución
Se distribuye por Vietnam.